# Henry Ericsson
Carl August Henry Ericsson (St. Michel, 6 febbraio 1898 – Borgå, 16 ottobre 1933) è stato un artista finlandese.

## Biografia
Figlio del tenente Alexander Ericsson e di Carolina Albertina Valeriana Aspling, studiò all'Accademia Centrale delle Belle Arti 1915-1918 e 1919, all'Accademia di Belle Arti di Roma a Roma, all'Académie Colarossi e all'Accademia della Grande Chaumière a Parigi dal 1922 al 1924.

## Opere
Numerose sue opere figurano nella collezione della Galleria nazionale finlandese.